# Sourya
Pour les articles ayant des titres homophones, voir Sūrya, Souria et Súria.
Sourya est un groupe de pop français. Après la sortie de plusieurs singles au cours des années 2006, 2008 et 2009, leur premier album, Dawdlewalk, sort en octobre 2009.

## Biographie
Le groupe est formé en 2005 qui interprète ses compositions en anglais, et composé de Sourya Voravong (chant, guitare, clavier, programmation), Julien Coulon (clavier, programmation, guitare), Rudy Phounpadith (basse, clavier) et Arnaud Colinart (batterie, percussions). Originaire de la banlieue parisienne, le groupe fait ses armes dans les clubs parisiens du Bar 3 ou encore du Shebeen. Sourya se produit régulièrement au Royaume-Uni et en Italie. Sur scène, Sourya utilise une console de jeux Nintendo DS pour produire des effets sonores et déclencher des boucles de sons.
En novembre 2005, au cours d’une soirée Poptones organisée au Triptyque à Paris, le groupe fait la connaissance d'Alan McGee (ancien producteur d’Oasis et ancien manager de The Libertines). Depuis, ce dernier ne cesse de vanter les mérites de Sourya et d’en assurer la promotion outre-Manche. Il a notamment publié une tribune intitulée J’adore Sourya, le nouveau Rock’n Roll Français dans le quotidien britannique The Guardian. En 2006, le groupe sort son premier EP, Love Song. La chanson Numero 1 est aussitôt choisie pour figurer sur la fameuse compilation Nova Tunes 1.4. En mai 2008, le groupe sort un maxi 45 tours sur le label A Quick One Records. En novembre de la même année, le groupe remporte les Nokia Trends Lab, après voir été choisi par Santigold en personne pour assurer la première partie de son concert au Showcase à Paris.
Pour la réalisation de Dawdlewalk, le groupe s'entoure de Jean-Paul Gonnod (Phoenix, Cassius, Dr. Dre). L'album sort en octobre 2009,,,. À l'occasion de la sortie du single Anatomy Domine Remixes en avril 2009, le groupe tourne son premier clip sous la direction de Jean-Marc Manivet. La vidéo met en scène des jeunes gens déguisés en robots en proie à des problèmes existentiels. Un petit morceau de Anatomy Domine a été utilisé de septembre 2010 à juin 2011 comme jingle pendant l'arrivée de la miss météo dans le Grand Journal de Canal+.
Le 16 avril 2010, Sourya se produit au Nouveau Casino en première partie de We Have Band. En juin 2010, le groupe sort un deuxième EP, Star Gigolos. En 2013, ils sortent leur troisième EP, Winterwind, tournant un clip avec l'actrice pornographique Katsuni.